# Calocheiridius congicus
Calocheiridius congicus är en spindeldjursart som först beskrevs av Beier 1954.  Calocheiridius congicus ingår i släktet Calocheiridius och familjen Olpiidae. Inga underarter finns listade.